# Francesc d'Assís de Borbó i Martínez-Bordiú
Francesc d'Assís de Borbó i Martínez-Bordiú (Madrid, 22 de novembre de 1972 - Pamplona, 7 de febrer de 1984) va ser el fill primogènit d'Alfons de Borbó i Dampierre, duc de Cadis i d'Anjou i de María del Carmen Martínez-Bordiú y Franco.

## Família i infància
Francesc d'Assís va néixer en la Clínica de San Francisco de Asís de Madrid, sent fill d'Alfons de Borbó i Dampierre, duc de Cadis i duc d'Anjou i de María del Carmen Martínez-Bordiú y Franco, neta del dictador Francisco Franco. El seu pare va ser considerat per alguns sectors monàrquics francesos, com a cap de la Casa de Borbó de França, hereu per tant dels seus últims reis de la dinastia Borbó des de la mort del seu pare, l'infant Jaume de Borbó en 1975.
En el seu baptisme, va rebre els noms de Francesc d'Assís Alfonso Jaume Cristòfor Víctor Josep Gonçal Cecili de Borbó i Martínez-Bordiú, i fou apadrinat pel seu besavi matern, el general Franco, i per la seva besàvia paterna, la princesa Vittoria Ruspoli de Poggio Suasa.
El 25 d'abril de 1974 va néixer el seu germà Lluís Alfons. El 3 d'agost de 1975, el seu pare li va atorgar el títol de duc de Borbó, encara que l'ús d'aquest títol no està legalment reconegut a Espanya.

## Mort
El diumenge 5 de febrer de 1984, cinc minuts abans de les vuit de la tarda, el seu pare conduïa un turisme Citroën CX GTI, quan van sofrir un accident automobilístic en xocar, depassada un senyal d'estop, contra un camió Pegàs en l'encreuament del branc de sortida de l'autopista A15 (avui AP15) amb la carretera comarcal C-101 (avui N-113) al terme de Corella (Navarra), prop de Cintruénigo, quan tornaven d'esquiar a l'estació d'Astún. El fatídic encreuament està situat a 42° 07′ 09″ N, 1° 44′ 46″ O / 42.1192224°N,1.7462210°O però en l'actualitat es troba desfigurat a causa que la carretera N-113 va ser sobreelevada mitjançant un viaducte. Va morir a les 15.15 hores a l'Hospital de Navarra, per aturada cardíaca, el 7 de febrer de 1984 als 11 anys. Des dels primers moments del seu ingrés al centre sanitari Fran, -com es coneixia al primogènit dels ducs de Cadis- es trobava clínicament mort.  La notícia de la seva defunció va ser comunicada pel mateix director de l'hospital el doctor Cristóbal Martínez-Bordiú, avi matern del nen, qui al seu torn la va transmetre a la família. Aquesta va acollir el fet, segons testimonis presencials, amb serenitat.
El seu pare, Alfonso de Borbó, el seu germà, Lluís Alfons, i la institutriu dels nens, Manuela Sánchez Prado, també ferits en l'accident, van ser traslladats a l'Hospital de Navarra, a Pamplona, trobant-se greus. El seu pare no va poder ser present al seu enterrament a l'estar la seva pròpia vida en perill.
Francesc d'Assís va ser sepultat al Cementiri de Mingorrubio (El Pardo), el 8 de febrer de 1984. Posteriorment, a la mort del seu pare, les seves restes van ser traslladades al Monestir de les Descalzas Reales de Madrid.